# 長宗我部友親
長宗我部 友親（ちょうそがべ ともちか、1942年〈昭和17年〉 - ）は、日本のジャーナリスト、著述家。戦国大名・長宗我部元親の実弟である親房（島親益）から17代目の長宗我部家当主。

## 来歴
高知市上町に生まれる。
早稲田大学を卒業後、1968年（昭和43年）共同通信社に入り、経済部長、そして2002年（平成14年）常務幹事を歴任した。2004年（平成16年）に退任。
自身の家系である長宗我部氏に関する著書がある。
高知で好きな場所は浦戸城のあった浦戸であると述べている。また、武家の末裔ながら刀剣類を「恐ろしい存在」と述べ、「うちは先祖である盛親が六条河原で打ち首になったこともあり、私は刀を見ると寒気がします。そのときの恐怖がDNAに染み付いているのですかね」とコメントしている。
NHK大河ドラマ『真田丸』で阿南健治が演じた長宗我部盛親については「（長宗我部家は）体毛が濃くない」「（大坂夏の陣で盛親は）もっと活躍している」と不満を述べている。また、自身には実子がなく、養子を取って家を残すことにも否定的で、そうした観点から『絶家を思う』を著した。

## 著書
- 『長宗我部』文藝春秋<文春文庫>、2012年
- 『長宗我部 復活篇』文藝春秋<文春文庫>、2016年
- 『絶家を思う』新講社、2017年